# قنثر
قُنْثُر أو قمل الحيتان (الاسم العلمي: Cyamidae)، فصيلة دويبات بحرية من القشريات. يرتبط إلى حد ما بالروبيان، أنواعه المعروفة قليلة العدد جميعها طفيلية تنشب في جلود ربتة الحيتانيات ويشمل هذه خنازير البحر والدلافين وفي طيات رؤوسها وثنايا زعانفها وخياشيمها وعيونها وطيات أعضائها التناسلية.